# 小沢としお
小沢 としお（おざわ としお、1968年4月26日 - ）は、日本の漫画家。神戸生まれ岐阜県出身。岐阜県立羽島北高等学校出身。小沢利雄名義でも執筆している。おうし座、血液型O型。不良漫画を得意とする。既婚者であり、2007年7月に一児の父となった。

## 作品リスト

### 漫画作品

#### 連載
- フジケン（『週刊少年チャンピオン』1998年27号 - 2002年31号）
- いちばん（『月刊少年チャンピオン』2000年1月号 - 2002年8月号）
- ダンコン（『週刊少年チャンピオン』2002年40号 - 2003年44号） - 小沢利雄名義
- チェリー（『週刊少年チャンピオン』2004年19号 - 46号） - 小沢利雄名義
- ナンバMG5（『週刊少年チャンピオン』2005年27号 - 2008年42号）
- ナンバデッドエンド（『週刊少年チャンピオン』2008年48号 - 2011年38号） - 『ナンバMG5』の続編
- ガキ教室（『週刊少年チャンピオン』2012年9号 - 2013年1号）
- 777 -スリーセブン-（『週刊少年チャンピオン』2013年25号 - 2014年8号）
- Gメン（『週刊少年チャンピオン』2014年52号 - 2018年18号）
- ブラザー仁義（『別冊少年チャンピオン』2024年8月号[1] - 連載中）

#### 読み切り
- カラスのフン（『月刊少年チャンピオン』2018年8月号[2]） - 『クローズ リスペクト』2巻に収録。
- 選ばれた男（『ヤングチャンピオン』2018年20号[3]）

### 書籍
いずれも秋田書店の少年チャンピオン・コミックスレーベルより刊行。
- 『フジケン』、1998年 - 2002年、全22巻
- 『いちばん』、2000年 - 2002年、全6巻
- 『ダンコン』、2003年 - 2004年、全6巻 - 小沢利雄名義
- 『チェリー』、2004年 - 2005年、全3巻 - 小沢利雄名義
- 『ナンバMG5』、2005年 - 2008年、全18巻
- 『ナンバデッドエンド』、2009年 - 2011年、全15巻 - 『ナンバMG5』の続編
- 『ガキ教室』、2012年 - 2013年、全5巻
- 『777 -スリーセブン-』、2013年 - 2014年、全4巻
- 『Gメン』、2015年 - 2018年、全18巻
- 『ブラザー仁義』、2024年 - 刊行中、既刊2巻（2025年5月8日現在）